# 제23회 서울 국제 만화 애니메이션 페스티벌
제23회 서울 국제 만화 애니메이션 페스티벌은 2019년 7월 17일에 열린 시상식이다.

## 수상 및 후보

### 장편 - 그랑프리
- 타워 - 매츠 그로루드 수상

### 장편 - 심사위원 특별상
- 언더독 - 오성윤 외 1명 수상

### 단편 - 그랑프리
- 추적 - 소피 타버트 외 1명 수상

### 단편 - 우수상
- 나의 시대 - 뤼도빅 우플랭 수상

### 단편 - 심사위원 특별상
- 르네폽토시스 - 레니 잔 수상

### 특별경쟁 - 시카프 아시아상
- 바다의 아들 - 아바스 잘랄리 예타 수상

### 특별경쟁 - 한국 작품상
- 어떤 개미 - 지예원 외 2명 수상

### 특별경쟁 - 시카프 초이스
- 큰 늑대와 작은 늑대 - 레미 뒤랭 수상

### 시카프 온라인 - 우수상
- 곰팡이에 영감을 받은 발명가, 신소재 포장재를 탄생시키다 - 왕 치얼 수상

### 시카프 키드 부문 - 우수상
- 아빠 - 아틀 솔버그 블락세트 외1 명 수상

### 학생 - 그랑프리
- 코스를 벗어나 - 레오 브루넬 외 3명 수상

### 학생 - 우수상
- 할아버지 - 찬케인 외 4명 수상

### 학생 - 심사위원 특별상
- 떨어져 있어도 - 디아나 캠 반 응우옌 수상

### 경쟁장편부문
- 모튼선장과 거미여왕 - 카스파 앤시스 외 2명
- 레이스타임 - 브누아 고부
- 똑딱똑딱 마법의 시계나라 - 미구엘 우리에가스
- 타워 - 매츠 그로루드
- 언더독 - 오성윤 외 1명

### 경쟁단편부문
- 흑 혹은 백 - 모하마드- 알리 솔리만자데
- 이안 - 아벨 골드파브
- 움직임의 사전 - 정다희
- 오카미 - 나카무라 모토미치
- 여동생 - 스치 송
- 알바의 기억 - 안드레아 마티그노니 외 1명
- 먹힘 - 모흐센 르자푸어
- 듀렌바이드8 - 이네스 크리스틴 게이서 외 1명
- 나무심장을 위한 노래 - 데이비드 시그리스트
- 파슬리 소녀 - 노영미
- 추적 - 소피 타버트 외 1명
- 시리아 - 알렉시아 길 외 1명
- 별에서 온 동지 - 안드레이 소콜로프
- 나의 시대 - 뤼도빅 우플랭
- 고양이 도시 - 장주양
- 홍수 - 말테 슈타인
- 토끼 사냥꾼 - 모하마드 아민 카말리
- 치아 - 아나 페레즈 로페즈
- 어제가 오늘이 된다 - 스티브 스파소제빅
- 스플래쉬 - 지에 센
- 미스터 디어 - 모지타바 무사비
- 르네폽토시스 - 레니 잔
- 레버 - 김보영
- 나, 담배 사러 나가 - 오스만 세르폰
- 금붕어 - 왕 피시
- 32-R 비트 - 빅터 오르즈코 라미레즈
- 울트라 - 캐롤-안 벨질 노르망드
- 여신 - 리산드로 슈진

### 경쟁학생부문
- 300 g/m2 - 카밀라 쿠치코바
- 비온 뒤 - 후안 올라르테 외 6명
- 곰과 함께 - 클로틸드 키보 외 5명
- 포춘 - 알렉상드르 무아장 외 4명
- 할아버지 - 찬케인 외 4명
- 물 밖 - 시몬 두옹 반 후옌 외 4명
- 코스를 벗어나 - 레오 브루넬 외 3명
- 보이지 않는 - 파올라 테헤라 만촌
- 맞춤 - 레아 쿠스티 외 5명
- 노 그래비티 - 샤를렌 파리소 외 5명
- 한숨 - 블라드 발가린
- 망설이는 사람 - 카타린 무디스트
- 몽상 - 필립 루이 피아제 로드리게즈
- 희생양 - 시안 루오
- 떨어져 있어도 - 디아나 캠 반 응우옌
- 베스트 프렌드 - 줄리아나 데 루카 외 4명
- 모든 꽃 - 카이 위안칭
- 날 사랑해, 날 두려워 해 - 베로니카 솔로몬
- 생쥐인간 - 제레미 벡커
- 바쿠스 - 리케 알마 크로사브 플라네타
- 배틀 로열 - 메간 르파주 외 4명
- 빅 보이 - 조나단 판사이 챔슨
- 와일드 러브 - 폴 아우트릭 외 5명

### 경쟁 시카프 키드 부문
- 에어로버(스페이스 드론의 귀환) - 조규석
- 작은 쥐 - 파벨 노시레프
- 검은 괴물 - 레이하네 카보쉬 외 1명
- 아빠 - 아틀 솔버그 블락세트 외 1명
- 엘라, 오스카 그리고 후 ' 엘라의 무리' - 엠마뉴엘 린더어
- 그리지와 레밍- 게임의 광기 - 빅터 물랑
- 잔디 속의 꼬마알밤 - 실비아 파보크 외 1명
- 할머니의 레시피 - 줄리 브룅 외 2명
- 노인과 펠리칸 - 토마스 앙글라드 외 3명
- 이웃들 - 로드리고 마르티네즈 외 1명
- 종이 연 - 아씨아 코바노바
- 바다의 아들 - 아바스 잘랄리 예타
- 펠릭스의 모험 - 리카르도 라몬
- 충직한 물고기 - 아틀리에 콜렉티프
- 완벽하지 않아도 괜찮아 - 에르판 파사푸르
- 얼룩 클럽 - 멜라니 로페즈 외 5명

### 시카프의 시선
- 에델과 어니스트 - 로저 메인우드
- 살마의 비밀 - 카를로스 구티에레스 메드라노

### 시카프 패밀리
- 극장판 헬로카봇 : 백악기시대 - 최신규 외 1명
- 띠띠뽀 띠띠뽀 시즌1 / 꼬마버스 타요 시즌5 - 류정우
- 독도수비대 강치 - 추광호

### 시카프 초이스
- 감각 - 위고 드 마갈레스 외 5명
- 어떤 개미 - 지예원 외 2명
- 큰 늑대와 작은 늑대 - 레미 뒤랭
- 코멧 - 김도은
- 5 분 후 바다 - 나탈리아 미르소얀
- 여우소년 - 탁도연
- 신의 눈물 - 김정현
- 거울 - 알반 디드릭스
- 우가 - 안정호

### 월드 포커스
- 벽 사이 - 사라 예스페르센 홀름
- 인간보다 못한 - 스테픈 린드홀름
- 쓰나미 - 소피 캠마크
- 포장지 - 노아 유엘 요한센
- 아무 일도 없었다 - 미쉘 크라노트 외 1명
- 가면 - 앤 프립
- 에그 - 마티나 스카펠리
- 솔라 워크 - 레카 부시

### 온라인 & 커미션드부문
- 레비즈 로얄 - 제이 킴
- 괴롭힘 - 힌싱램 외 3명
- 안녕 세상아! - 에릭 세르 외 1명
- 나의 두 사랑 - 모하마드 모하마디안
- 키친 파이트 - 이 칭 쳉 외 3명
- 오리온 - 에스테반 엔리케즈
- 슬픈 심장 - 카르니 아리엘리 외 1명
- 페이퍼 월드 - 웨이 텅 웡 외 3명
- 곰팡이에 영감을 받은 발명가, 신소재 포장재를 탄생시키다 - 왕 치얼
- 아름다움 중독 - 앙트완 론존
- 브로큰 - 루이스 클라크
- 이카루스 - 조피어 에독스 외 1명
- 리어 - 프랑소와 보겔
- 방에 홀로 앉아있는 지구상 마지막 남자 - 샤오 준이
- 세탁기 - 반자 비칼로
- VAF 2018 - 제시카 로랑
- 자연으로 돌아가 - 조앙 폼베이로
- N.A.P. - 아돌포 디 몰페타
- 승자 - 카시아 네일바즈카
- 버스 - 리웬유
- 파라- 오직 하나 - 사라 타이거 외 1명
- 우디의 레드 데드 리뎀션 II - 드왈드 드 라 레이

### 시카프 명예의 전당
- 짹짹 - 잔나 비크맘베토바
- 스킨 포 스킨 - 케빈 D. A. 쿠리트닉 외 1명
- (풀타임) 잡 - 질스 쿠벨리어
- 이너프 - 안나 만차리스
- 인간보다 못한 - 스테픈 린드홀름
- 고슴도치 - 에드워드 버머
- 트렁키 - 예카테리나 필립포바
- 나비야 - 이정수 외 1명
- 닉 서머 #1 #2 #3 - 오스카 오브리 외 3명
- 더 서브젝트 - 패트릭 보우차드
- 아주 특별한 선물 - 정민영 외 1명

### 시카프 레전드
- 빨간머리 앤 : 네버엔딩스토리 - 다카하타 이사오 외 1명

### 시카프 애니마니
- 페르세폴리스 - 뱅상 파로노드 외 1명

### 싱어롱
- 러브 라이브! 선샤인!! 더 스쿨 아이돌 무비 오버 더 레인보우 - 사카이 카즈오
- 노래하는☆왕자님 ♪ 진심 LOVE 킹덤 - 나가오카 치카